# Helge Jung
Helge Victor Jung, född 23 mars 1886 i Malmö Sankt Pauli församling i Malmöhus län, död 3 januari 1978 i Oscars församling i Stockholm, var en svensk militär (general) som var överbefälhavare 1944–1951.

## Biografi

### Tidig karriär
Jung avlade studentexamen i Malmö 1903 och studerade sedan historia vid Lunds universitet ett par terminer 1903–1904. Han antogs som volontär vid Södra skånska infanteriregementet 1904, avlade officersexamen vid Krigsskolan 1906 och utnämndes samma år till underlöjtnant vid regementet, där han befordrades till löjtnant 1909. Åren 1912–1916 var han regementsadjutant vid Södra skånska infanteriregementet, varpå han 1916–1918 studerade vid Krigshögskolan. Han var kadettofficer vid Krigsskolan 1919–1922: först vid reservofficerskurserna under 1919 och därefter vid officerskurserna 1919–1922. Han var biträdande lärare i krigslagar och tjänstgöringsreglemente på officerskursen vid Krigsskolan 1921–1922. År 1921 utnämndes han till kapten vid Södra skånska infanteriregementet.
Under denna tid gick Jung instruktörskurs vid Gymnastiska centralinstitutet 1907–1908 och var kompanibefäl vid I. arméfördelningens volontärskola i Halmstad 1908–1909 och 1909–1910. Därpå var han kompanibefäl vid reservofficersvolontärskolan i Karlsborg 1910, befäl vid de till särskild vintertjänst (skidlöpartjänst) uttagna värnpliktiga 1910–1911, kompaniofficer vid reservofficersvolontärskolan i Karlsborg 1911 och adjutant vid infanteriofficersvolontärskolan i Karlsborg 1914–1915.

### Krigshistoria och försvarsdebatt
Åren 1922–1926 tjänstgjorde Jung vid Krigshistoriska avdelningen i Generalstaben, varpå han 1926–1928 var lärare i krigshistoria och strategi vid Krigshögskolan. Han utnämndes till major 1928, varefter han var tillförordnad chef för Krigshistoriska avdelningen i Generalstaben 1928–1929 och ordinarie chef 1929–1933. Han var sekreterare för frågor rörande armén i 1930 års försvarskommission 1930–1935. År 1933 befordrades han till överstelöjtnant, varefter han var chef för Utrikesavdelningen vid Generalstaben 1933–1936. Han var sekreterare i Försvarsutskottet under riksdagen 1936.
Som chef för Krigshistoriska avdelningen ledde han arbetet med Sveriges krig 1611–1632, ett bokverk i åtta band som utgavs 1936–1939. Han bedrev själv krigshistorisk arkivforskning i Lettland och Estland 1922, i Tyskland, Danzig och Köpenhamn 1923, i Finland 1925 och 1926 samt arkivforskning och slagfältsundersökningar i Danzig, Polen och Tyskland 1927. Han ledde arkivforskning och slagfältsundersökningar i Belgien, Nederländerna, Tjeckoslovakien, Tyskland och Österrike 1929 samt i flera andra länder under 1930.
Försvarsbeslutet 1925 med dess omfattande nedskärning av förband och personal satte sin prägel på Jungs officersgeneration och ingöt hos många handlingsförlamning. I denna situation tog Jung förtjänstfullt ledningen för dem som inte ville ge upp striden för ett modernt försvar med bred förankring och anpassat efter samhällets resurser. Under tjänstgöringen vid Krigshistoriska avdelningen samlade han kring sig en grupp yngre begåvade arméofficerare för debatt om försvarsfrågorna och grundade så småningom 1927 Ny militär tidskrift, vars redaktör han var 1927–1930. Kretsen av militärer kring denna kom att kallas "Jungjuntan" och den bestod av Axel Rappe, Carl August Ehrensvärd, Per Sylvan, Henry Peyron, Gustaf Petri, Axel Gyllenkrook, Gunnar Berggren med Jung som redaktör och samlande kraft. Jung stod även bakom programskriften Antingen – eller (1930). Genom arbetet i 1930 års försvarskommission påverkade han försvarsbeslutet 1936 på ett avgörande sätt och det kom att utgöras av en tioårig upprustningsplan.
Jung invaldes 1929 som ledamot av Kungliga Samfundet för utgivande av handskrifter rörande Skandinaviens historia och 1931 som ledamot av Kungliga Krigsvetenskapsakademien.

### Arméstabschef och militärbefälhavare
Jung utnämndes den 12 juni 1936 till överste och chef för Norra skånska infanteriregementet från och med den 1 oktober 1936. Redan innan han hann tillträda förordnades han dock den 30 juni att från och med den 1 augusti vara tillförordnad chef för Lantförsvarets kommandoexpedition, en post som han beklädde till och med den 30 juni 1937. Den 13 november 1936 entledigades han från chefskapet för Norra skånska infanteriregementet och utnämndes till sekundchef vid Livregementets grenadjärer från och med den 16 november, men gavs fortsatt tjänstledighet för att tjänstgöra som chef för Lantförsvarets kommandoexpedition.
Som ett led i 1936 års försvarsbeslut delades Generalstaben upp i Försvarsstaben och Arméstaben. Det var helt i linje med Jungjuntans argumentering för en samlad ledning av försvarskrafterna i en mer effektiv organisation. Som belöning för sitt enträgna arbete i 1930 års försvarskommission utnämndes Jung den 30 april 1937 till chef för Arméstaben och Generalstabskåren från och med den 1 juli. Vid denna tid förordade Jung en aktiv insats för Finland i ett eventuellt krig mot Sovjetunionen. Under åren strax före andra världskrigets utbrott uppkom sprickor inom Jungjuntan och den skingrades. Han befordrades till generalmajor 1938 och lämnade chefskapet för Arméstaben den 30 september 1940. Därefter var han från och med den 1 oktober 1940 till och med den 30 september 1942 chef för II. arméfördelningen, från och med den 1 oktober 1942 till och med den 30 september 1943 militärbefälhavare i II. militärområdet och från och med den 1 oktober 1943 till och med den 31 mars 1944 militärbefälhavare i IV. militärområdet tillika överkommendant för Stockholms garnison.

### Överbefälhavare

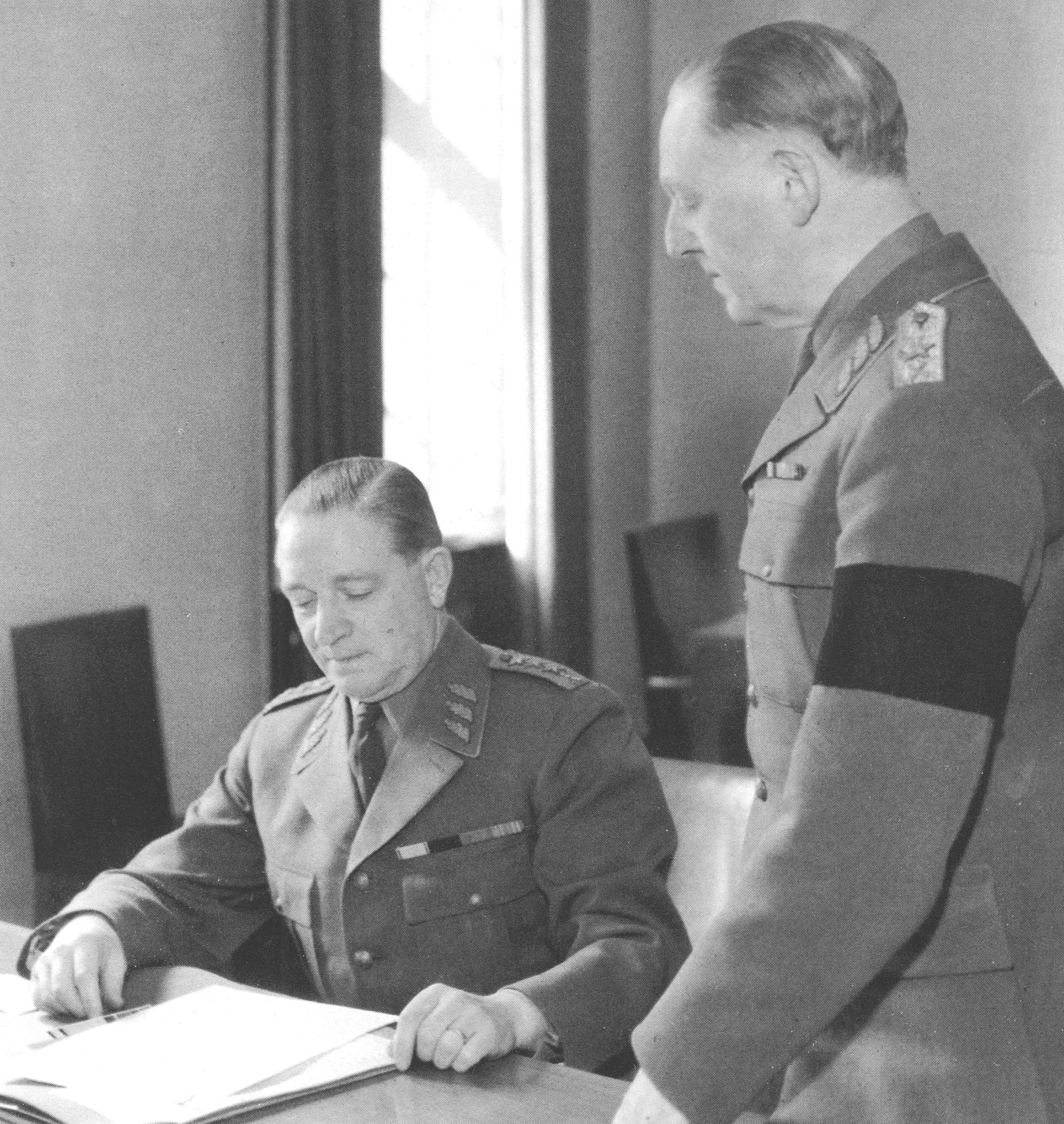
Överbefälhavaren Helge Jung (till vänster) och chefen för Försvarsstaben Carl August Ehrensvärd.

Den 31 december 1943 utnämndes Jung till generallöjtnant från och med den 1 januari 1944 och förordnades att vara överbefälhavare för sex år från och med den 1 april 1944. Han utnämndes den 10 mars 1944 att vara general från och med den 1 april. I november 1949 erhöll han förlängt förordnande som överbefälhavare till och med den 31 mars 1951, då han avgick.
Han var under denna tid emot baltutlämningen 1945 samt vän av NATO, vilket bland annat hans tal inför studenter på Lunds universitet i november 1949 utvisar. Om hans övriga verksamhet som överbefälhavare meddelas i en nekrolog: ”Av stor betydelse blev Jungs arbete för att efter beredskapens upphörande lägga fram en plan för krigsmaktens framtida organisation. Han hade härvid att övervinna många försvarsfientliga krafter, krigströttheten, atombombshotet och fredsoptimismen. Jung arbetade på samma sätt som på 1920- och 1930-talen. Han samlade kring sig en grupp skickliga och användbara officerare och satsade på en väl organiserad försvarsupplysning. Jung lyckades med okuvlig energi få statsmakternas gehör för sina förslag och förhindra att den rådande organisationen slogs sönder. Han lade därmed grunden för försvarets framtida utveckling under många år. Det har av förre överbefälhavaren Stig Synnergren sagts att ’försvarets modernisering och förankring hos svenska folket är Jungs bestående insats’.” Historikern Kent Zetterberg har konstaterat att ”Helge Jung var i hög grad en sammansatt natur. Hans personlighet hade drag av slughet och taktisk beräkning, ja cynism, men samtidigt fanns här även klara inslag av idealiteten och oegennyttigt arbete för det svenska försvarets stärkande.”
År 1946 invaldes Jung som hedersledamot av Kungliga Örlogsmannasällskapet.

## Familj

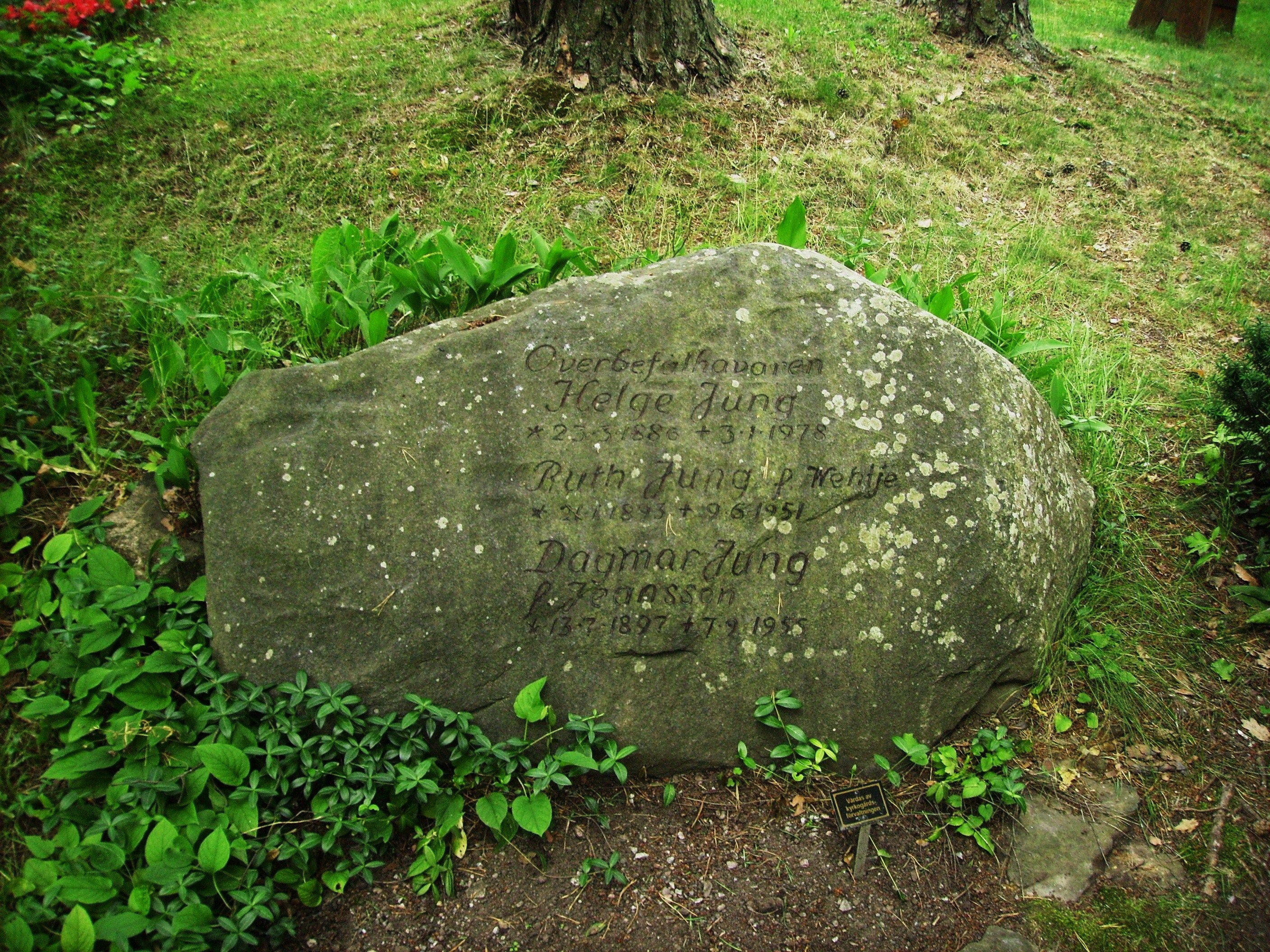
Gravvården över Helge Jung på Djursholms begravningsplats.

Jung var son till rektor Victor Jung och Maria, född Levan. Han gifte sig 1913 med Ruth Wehtje (1893–1951), som var dotter till Ernst Wehtje och förmögen. Jung kunde därför skaffa en våning på Gumshornsgatan på Östermalm i Stockholm, där han bland annat såg kung Gustaf V som gäst. Jung hade tre barn: Stig, Karin och Elisabet (”Lill”). Han gifte om sig 1952 med Dagmar Bager, född Jeansson (1897–1955), som var mor till Brita Bager. Helge Jung är begravd på Djursholms begravningsplats.

## Utmärkelser

### Svenska utmärkelser
- Riddare av första klassen Svärdsorden, 1927.[33]
- Riddare av första klassen av Vasaorden, 1932.[34]
- Riddare av Nordstjärneorden, 1933.[35]
- Kommendör av andra klass av Svärdsorden, 1938.[36]
- Kommendör av första klass av Svärdsorden, 1939.[37]
- Kommendör med stora korset av Svärdsorden, 1944.[38]
- Konung Gustaf V:s jubileumsminnestecken med anledning av 90-årsdagen, 1948.[39]
- Riddare och Kommendör av Kungl. Maj:ts Orden (Serafimerorden), 1951.[40]

### Utländska utmärkelser
- Kommendör av andra graden av Danska Dannebrogorden, tidigast 1935 och senast 1940.[41][42]
- Storkorset av Danska Dannebrogorden, tidigast 1945 och senast 1947.[43][44]
- Riddare av första klassen av Finlands Vita Ros’ orden, tidigast 1931 och senast 1935.[41][45]
- Kommendör av Finlands Vita Ros’ orden, tidigast 1935 och senast 1940.[41][42]
- Storkorset av Finlands Vita Ros’ orden, tidigast 1947 och senast 1950.[44][46]
- Kommendör av Norska Sankt Olavs orden, tidigast 1935 och senast 1940.[41][42]
- Storkorset av Norska Sankt Olavs orden, tidigast 1945 och senast 1947.[46][44]
- Kommendörens storkors av Litauiska Storfurst Gediminas orden, tidigast 1935 och senast 1940.[41][42]
- Tyska örnens orden (med grad som på svenska angivits som Storofficer), 1940 eller 1941.[42][47]
- Tredje klassen av Estniska Örnkorset, tidigast 1935 och senast 1940.[41][42]
- Kommendör av Franska Hederslegionen, tidigast 1935 och senast 1940.[41][42]
- Officer av Franska Hederslegionen, tidigast 1931 och senast 1935.[41][45]
- Kommendör av Lettiska Tre Stjärnors orden, tidigast 1935 och senast 1940.[41][42]
- Kommendör av Nederländska Oranien-Nassauorden med svärd, tidigast 1935 och senast 1940.[41][42]
- Kommendör av andra klass av Polska Polonia Restituta, tidigast 1935 och senast 1940.[41][42]
- Kommendör av Ungerska förtjänstkorset, tidigast 1935 och senast 1940.[41][42]
- Riddare av fjärde klassen av Preussiska Kronorden, 1909.[48][49]